# 衛生和社會保健部
衛生和社會保健部（英語：Department of Health and Social Care）是曼島政府七個部門中規模最大的（按人員數量和預算計算）部門。

## 概述
衛生和社會保健部創建於2014年4月1日，是前衛生部和社會關懷部的健康和社會關懷服務部門合併的結果。2013年12月2日，曼島政府宣布要將上述兩者合併，作為曼島部長理事會之現代化部級政府計劃的一部分。
衛生和社會保健部的總預算為238567100英鎊。衛生和社會保健部的總部設於曼島首府道格拉斯。
衛生和社會保健部所負責的業務包括社區關懷（初級衛生保健、精神保健、成人社會關懷與兒童和家庭社會關懷）。